# Leon Knap
Leon Knap, slovenski smučarski tekač, * 1. maj 1911, Kranjska Gora, † 1987
Knap je za Jugoslavijo nastopil na Zimskih olimpijskih igrah 1936 v Garmisch-Partenkirchnu, kjer je sodeloval v teku na 18 in 50 km ter v štafeti4 x 10 km.
V teku na 18 km je osvojil 44. mesto, v teku na 50 km je bil 21., štafeta pa je osvojila 10. mesto.